# Lhotka u Žďáru nad Sázavou
Lhotka (deutsch: Lhotta) ist eine Gemeinde in Tschechien. Sie liegt fünf Kilometer nordöstlich von Žďár nad Sázavou und gehört zum Okres Žďár nad Sázavou.

## Geographie
Lhotka befindet sich im Süden der Saarer Berge rechtsseitig des Baches Staviště. Nördlich erheben sich die Skalice (781 m) und der Sklenský vrch (781 m), im Nordosten der Bednářův kopec (762 m), westlich die Zlatá horka (640 m) und im Nordwesten der Kříbek (709 m).
Nachbarorte sind Sklené im Norden, Tři Studně, U Fousků und Vlachovice im Nordosten, Cihelna, U Mrázků und Jiříkovice im Osten, Radňovice im Südosten, Slavkovice, Veselíčko und Mělkovice im Süden, Plíčky, Žďár nad Sázavou und Vysočany im Südwesten, Vysoké und Počítky im Westen sowie Čvrtě im Nordwesten.

## Geschichte
Die erste schriftliche Erwähnung des zum Zisterzienserkloster Saar gehörigen Dorfes erfolgte im Jahre 1407, im Zuge der Verleihung von Privilegien durch die Herren von Leipa und Lichtenburg. Im Jahre 1607 ist das erste Ortssiegel nachweisbar, das einen Fisch darstellt.
Nach der Aufhebung der Patrimonialherrschaften bildete Lhotka ab 1850 eine Gemeinde im politischen Bezirk Neustadtl. Im Jahre 1904 gründete sich die Freiwillige Feuerwehr. 1949 wurde Lhotka dem Okres Žďár nad Sázavou zugeordnet. Zwischen 1980 und 1991 war das Dorf nach Žďár nad Sázavou eingemeindet. Seit 2005 führt die Gemeinde ein Wappen.

## Gemeindegliederung
Für die Gemeinde Lhotka sind keine Ortsteile ausgewiesen. Zu Lhotka gehören die Ansiedlungen Brož, Kabelka, Fousek und Výpustka.

## Sehenswürdigkeiten
- Geschützte Buche